# Carl Lindhagen

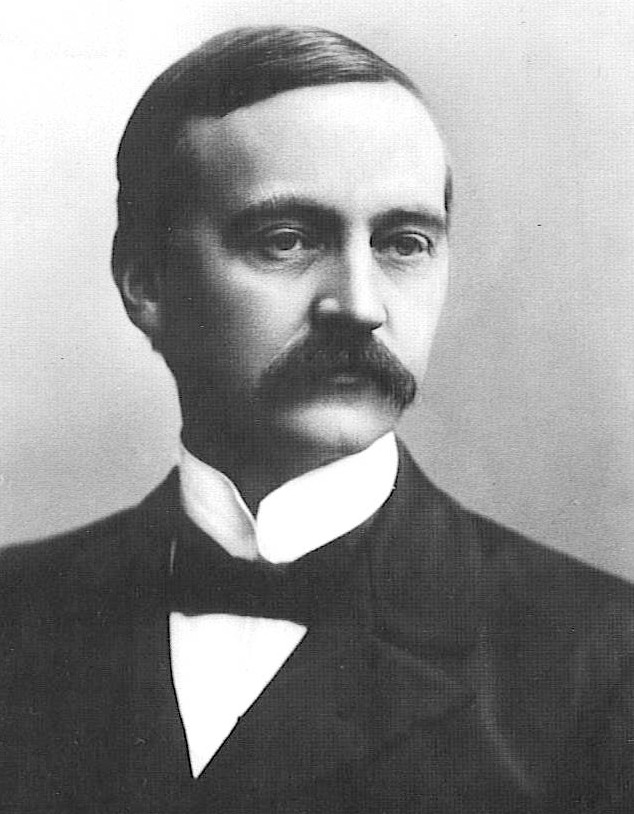
Carl Lindhagen

Carl Albert Lindhagen (* 17. Dezember 1860 in Stockholm; † 11. März 1946 in Bromma (Stockholm)) war ein schwedischer Sozialist und Pazifist.
Lindhagen war von 1903 bis 1930 Bürgermeister in Stockholm und von 1897 bis 1917 Reichstagsabgeordneter in der damaligen zweiten Kammer sowie von 1919 bis 1940 in der ersten Kammer. Sein Vater war der Stockholmer Jurist und Stadtplaner Albert Lindhagen, seine Schwester die Frauenrechtlerin Anna Lindhagen.